# The King of Fighters 2001
The King of Fighters 2001 é um jogo de luta produzido pela Eolith para o Neo Geo. É o oitavo jogo da série The King of Fighters, a terceira e última parte do arco da história "NESTS Chronicles" e o primeiro jogo produzido após o fechamento da SNK original. O jogo foi produzido pela empresa sul-coreana Eolith e desenvolvido pela Eolith e BrezzaSoft, empresa formada por ex-funcionários da SNK. Por esse motivo, o logotipo da SNK é exibido na abertura, mas a equipe de desenvolvimento da SNK não está envolvida na produção do jogo em si, exceto no som do jogo. Devido ao afluxo de capital coreano, sua influência pode ser vista nos personagens participantes. O jogo foi portado para a Sega Dreamcast apenas no Japão e PlayStation 2 foi lançada na América do Norte e na Europa em um pacote dois em um com o jogo anterior da série, The King of Fighters 2000. Tanto a versão Neo Geo original quanto a versão Sega Dreamcast foram incluídas na compilação The King of Fighters NESTS Hen lançada para o PlayStation 2 no Japão.